# Andrzej Fałkowski
Andrzej Fałkowski (ur. 1959 w Rypinie) – żołnierz, generał broni SZ RP w stanie spoczynku, dyplomata, doktor nauk ekonomicznych, specjalista w dziedzinie finansów publicznych i ekonomiki wojskowej oraz zasobów obronnych, logistyk i planista strategiczny, znawca NATO, EU i polityki bezpieczeństwa międzynarodowego.

## Wykształcenie
Ukończył Liceum Ekonomiczne w rodzinnym Rypinie (1977). Jest absolwentem Wyższej Szkoły Oficerskiej Służb Kwatermistrzowskich w Poznaniu (1982) i Wydziału Ekonomii Uniwersytetu Gdańskiego (1985). W 1997 na Wydziale Ekonomiczno-Socjologicznym Uniwersytetu Łódzkiego obronił rozprawę pt. „Budżet obronny Polski (problemy, metody)” i uzyskał stopień naukowy doktora nauk ekonomicznych. Ukończył także studia podyplomowe w Monterey (Stany Zjednoczone)(1994) oraz kilka kursów zagranicznych m.in. w Holenderskiej Akademii Obrony, Szkole NATO w Oberammergau w Niemczech, a także w Kanadzie i USA. Zna język angielski.

## Służba wojskowa
Po promocji oficerskiej otrzymał przydział do 3 Pułku Zabezpieczenia Dowództwa Marynarki Wojennej w Gdyni, w którym służył do 1984. Następnie został przeniesiony do Departamentu Finansów Ministerstwa Obrony Narodowej w Warszawie. Był zastępcą dyrektora Departamentu Ekonomicznego (1996-1998).
W 1998 objął stanowisko głównego specjalisty – radcy w Przedstawicielstwie Polskim przy NATO i Unii Zachodnioeuropejskiej (WEU) w Brukseli (Belgia), a w 2003 wyznaczono go na stanowisko zastępcy szefa Generalnego Zarządu Planowania Strategicznego P-5 w Sztabie Generalnym Wojska Polskiego w Warszawie. W latach 2006–2008 był dyrektorem Departamentu Budżetowego Ministerstwa Obrony Narodowej.
W 2007 został wybrany przez Komitet Wojskowy NATO na stanowisko zastępcy dyrektora Międzynarodowego Sztabu Wojskowego NATO ds. Logistyki i Zasobów w Brukseli, które objął we wrześniu 2008.
W tym czasie, w ciągu 3 lat, był m.in. przewodniczącym Komitetu NATO ds. Wojskowych Zasobów Osobowych, współprzewodniczącym wojskowym Komitetu Logistycznego NATO, przedstawicielem Komitetu Wojskowego NATO w Radzie do Spraw Planowania i Polityki Zasobów oraz na Konferencję Dyrektorów Krajowych ds. Uzbrojenia (CNAD), zastępcą przewodniczącego i przedstawicielem Komitetu Wojskowego w Radzie Badań i Technologii. Współprzewodniczył również Komitetowi Standaryzacyjnemu NATO.
Od 2011 do połowy 2013 roku służył jako Attaché obrony, wojskowy, morski i lotniczy przy Ambasadzie RP w Stanach Zjednoczonych Ameryki w Waszyngtonie. W latach 2013–2014 był zastępcą Szefa Sztabu Generalnego Wojska Polskiego, a w latach 2014–2018 służył na stanowisku Polskiego Przedstawiciela Wojskowego przy Komitetach Wojskowych NATO i Unii Europejskiej w Brukseli. Wielokrotnie reprezentował Ministerstwo Obrony Narodowej, a także był moderatorem i prelegentem podczas międzynarodowych konferencji i seminariów.
Był zapraszany do przeprowadzenia wykładów na uczelniach zagranicznych m.in. Szkole NATO w Oberammergau (2000, 2010–2011, 2017), Akademii Sztabu Generalnego Ukrainy w Kijowie (2002), Bałtyckiej Akademii Obrony w Tartu w Estonii (2009–2011, 2016-2018), jako przedstawiciel NATO HQ – Akademii Sztabu Generalnego Federacji Rosyjskiej w Moskwie (2010), Université Libre de Bruxelles (2010), National Defense University w Waszyngtonie (2012), American University w Waszyngtonie (2013), NATO Defense College w Rzymie (2015), jak również w uczelniach krajowych, m.in.: często w Akademii Obrony Narodowej oraz na Uniwersytecie Warszawskim (2005) oraz w Krajowej Szkole Administracji Publicznej (2005). Był wykładowcą oraz promotorem prac magisterskich i dyplomowych w Akademii Obrony Narodowej i Uczelni Warszawskiej im. Marii Skłodowskiej–Curie. W 2016 wygłosił wykład inauguracyjny na rozpoczęcie roku akademickiego w Akademii Marynarki Wojennej w Gdyni.
Jest autorem książki pt. „Pecunia nervus belli – Kształtowanie budżetu obronnego Polski” oraz wielu publikacji dotyczących finansów, ekonomiki obrony oraz finansowania NATO oraz polityki bezpieczeństwa m.in. na łamach: Przeglądu Morskiego, Przeglądu Kwatermistrzowskiego, Myśli Wojskowej, Zeszytów Naukowych Akademii Obrony Narodowej, Polski Zbrojnej, Wojskowego Przeglądu Logistycznego, Biuletynu Finansowego, miesięcznika RAPORT (Wojsko Technika Obronność).
W 2018 r., “za wygrane bitwy na polu dyplomacji” otrzymał od miesięcznika Polska Zbrojna doroczną nagrodę BUZDYGAN 2017.

## Awanse
- Generał brygady – 3 maja 2006[2]
- Generał dywizji – 30 kwietnia 2008[3]
- Generał broni – 28 lipca 2015[4]

## Ordery i odznaczenia
- Krzyż Kawalerski Orderu Odrodzenia Polski – 2008[5]
- Złoty Krzyż Zasługi – 2000[6]
- Srebrny Medal „Siły Zbrojne w Służbie Ojczyzny”
- Złoty Medal „Siły Zbrojne w Służbie Ojczyzny”
- Złoty Medal „Za zasługi dla obronności kraju”
- Odznaka okolicznościowa MON
- Odznaka pamiątkowa SG WP
- Odznaka okolicznościowa „Medal 100-lecia ustanowienia SG WP”
- Officer Legii Zasługi – Stany Zjednoczone, 2014[7]
- Wojskowy Medal Zasługi Stanu Illinois – Stany Zjednoczone, 2013
- Odznaka Honorowa Sił Zbrojnych Republiki Czeskiej III Stopnia Za Zasługi – Czechy, 2017[8]
- Krzyż Pamiątkowy Szefa Sztabu Generalnego Sił Zbrojnych Republiki Słowackiej II Stopnia – Słowacja, 2017[9]

- Nagroda „Buzdygan” 2017[10]